# HD 195838
HD 195838，又名BD-14 5781，SAO 163686、HR 7855，是一颗恒星，视星等为6.13，位于銀經31.68，銀緯-28.88，其B1900.0坐标为赤經20h 28m 37.7s，赤緯-14° -28.88′ 53″。